# Joel Schumacher
Joel Schumacher (Nueva York, 29 de agosto de 1939-Nueva York, 22 de junio de 2020) fue un director, productor y guionista de cine estadounidense conocido por películas como The Lost Boys, El cliente, Batman Forever, 8mm, Un día de furia y El fantasma de la ópera.

## Biografía

### Primeros años
Schumacher nació en la ciudad de Nueva York. Su madre Marian era una judía de ascendencia sueca mientras que su padre Frank era un baptista de Knoxville (Tennessee), que murió cuando Joel tenía cuatro años. Estudió en el Parsons The New School for Design y en The Fashion Institute of Technology de su ciudad natal. Después de sus primeros trabajos en el mundo de la moda, encontró su verdadera pasión en el cine. Se trasladó a Los Ángeles, donde comenzó a trabajar como diseñador de vestuario en películas como El dormilón y desarrolló su conocimiento en la televisión, oficiando como oyente en la Universidad de UCLA. En 1976 realizó su primer guion para la película de bajo presupuesto Car Wash con escaso éxito al que seguirían títulos como El mago (1978), una adaptación de la obra llevada a la pantalla por Sidney Lumet.

### Carrera como director
Su debut como director llegó con La increíble mujer menguante en 1981, protagonizada por Lily Tomlin y que presentaba la historia del hombre menguante, pero con protagonista femenina. La película resultó un éxito en el mundo del cine independiente.
En la década de 1980, Schumacher se especializó como productor de diferentes ámbitos, como la comedia Los locos del taxi (1983), St. Elmo, punto de encuentro o la película de terror Generación Perdida, consideradas películas arquetípicas de los años 1980.
En la década de 1990 Schumacher se especializó en thrillers de gran aceptación como Línea mortal (1990), Un día de furia (1993) o trasladando al cine los best-sellers de John Grisham, El cliente (1994) y A Time to Kill (1996), la última una elección de Grisham. Otro de los elementos por los que fue conocido Schumacher es por haber sustituido a Tim Burton como director de la saga Batman. El neoyorquino dirigió Batman Forever en 1995, que fue uno de los mayores éxitos pese a recibir críticas tibias, y Batman & Robin, que fue un gran desastre en cuanto a crítica y taquilla. Estas pocas expectativas hicieron que la Warner Bros. cancelase el siguiente proyecto de Batman y que iba a ser dirigido por el propio Schumacher, Batman Triumphant.
A partir de ese momento, Schumacher participó en proyectos como 8mm (1999) con Nicolas Cage y la comedia Flawless (1999) con Robert De Niro, que recibieron buenas críticas pero no recaudaron mucho dinero en taquilla. En el 2000 el director dio un giro radical y obtuvo las mejores críticas de su carrera con el drama ambientado en la guerra del Vietnam Tigerland, donde se daría a conocer a un joven Colin Farrell. El trabajo de Schumacher continuó con la controvertida Última llamada (2002), donde el director vuelve a contar con Colin Farrell y también el thriller político Bad Company (2002) protagonizado por Anthony Hopkins y Chris Rock. En 2004 dirigió El fantasma de la ópera, basado en el musical del mismo nombre. La película obtuvo tres nominaciones a los Óscar y tres a los Globos de Oro, aunque no pudo ganar ninguno de ellos.
En 2007 dirigió El número 23, un thriller con Jim Carrey como protagonista, seguido de Blood Creek (2009), Twelve (2010) y Trespass (2011).

### Fallecimiento
Schumacher falleció de cáncer el 22 de junio de 2020 en la ciudad de Nueva York a los ochenta años.

## Filmografía
- Amateur Night at the Dixie Bar and Grill (1979)
- La increíble mujer menguante (1981)
- Los locos del taxi (D.C. Cab) (1983)
- St. Elmo, punto de encuentro (St. Elmo's Fire) (1985)
- The Lost Boys (1987)
- Un toque de infidelidad (Cousins) (1989)
- Línea mortal (Flatliners) (1990)
- Elegir un amor (Dying Young) (1991)
- Un día de furia  (Falling Down) (1993)
- El cliente (The Client) (1994)
- Batman Forever (1995)
- A Time to Kill  (1996)
- Batman y Robin (Batman & Robin) (1997)
- 8mm (1999)
- Flawless (1999)
- Tigerland (2000)
- Nueve días (Bad Company) (2002)
- Última llamada (2002)
- Veronica Guerin (2003)
- El fantasma de la ópera (The Phantom of the Opera) (2004)
- El número 23 (The Number 23) (2007)
- Blood Creek  (2009)
- Twelve (2010)
- Trespass (2011)

### Vídeoclips
- Dirigió el videoclip de la canción "Kiss from a Rose", del cantante Seal, que es parte de la banda sonora de Batman Forever.
- Dirigió el videoclip de la canción "The End is the Beginning is the End", del grupo Smashing Pumpkins, que es parte de la banda sonora de Batman & Robin.
- En 1999, Schumacher dirigió el clip "Letting the Cables Sleep" del grupo inglés Bush.

## Premios y distinciones
Festival Internacional de Cine de San Sebastián
| Año  | Categoría               | Película        | Resultado |
| ---- | ----------------------- | --------------- | --------- |
| 2003 | Premio Elkartasun Saria | Veronica Guerin | Ganador   |

- Nominación a la Palma de Oro en el Festival de Cine de Cannes por Un día de furia.
- Nominación al Oso de Oro en el Festival de Cine de Berlín por 8MM.
- Recibió una nominación a los Razzie Awards como Peor Director, por Batman & Robin (1997).